# Championship League Snooker 2012
Championship League Snooker 2012 to piąta edycja zawodów snookerowych rozgrywanych w Crondon Park Golf Club w Anglii. W turnieju wystąpiło 25 zawodników, którzy w 8 grupach rozgrywanych na przestrzeni 3 miesięcy (9 stycznia – 22 marca) rozegrali 192 pojedynki.
Obrońcą tytułu był Walijczyk Matthew Stevens.

## Format turnieju
- Wszystkie mecze rozgrywane są do 3 wygranych frejmów.
- Kryteria klasyfikowania zawodników w grupach: większa liczba zdobytych punktów, większa liczba wygranych frejmów, mniejsza liczba przegranych frejmów, zwycięzca bezpośredniego spotkania.
- W grupie 1 rywalizuje 7 zawodników systemem każdy z każdym. 4 najlepszych awansuje do play-offów, których zwycięzca przechodzi do tzw. Grupy Zwycięzców. Przegrani w play-offach oraz 5. zawodnik z grupy przechodzą do rozgrywek grupy 2, gdzie do rywalizacji dołącza kolejnych 3 graczy. Zawodnicy zajmujący 6. i 7. miejsce w danej grupie odpadają z zawodów. System rozgrywek powtarza się przez kolejnych 7 grup.
- Po rozgrywkach w 7 grupach wyłonionych zostaje 7 uczestników grupy zwycięzców, w której rywalizacja toczy się na podobnych zasadach, jak w poprzednich grupach. Zwycięzca finału grupy zwycięzców jest triumfatorem całego turnieju i otrzymuje dziką kartę do prestiżowej Premier League Snooker.

## Zawodnicy
Grupa 1 (9-10.01.2012): Mark Selby, Judd Trump, Shaun Murphy, Ali Carter, Matthew Stevens, Mark Davis, Andrew Higginson

Grupa 2 (11-12.01.2012): Mark Williams, Neil Robertson, Stuart Bingham + 4 snookerzystów z grupy 1

Grupa 3 (23-24.01.2012): Martin Gould, Jamie Cope, Stephen Hendry + 4 snookerzystów z grupy 2

Grupa 4 (25-26.01.2012): Mark Allen, Stephen Lee, Peter Ebdon + 4 snookerzystów z grupy 3

Grupa 5 (6-7.02.2012): Ricky Walden, Barry Hawkins, Mark King + 4 snookerzystów z grupy 4

Grupa 6 (8-9.02.2012): Marcus Campbell, Dominic Dale, Joe Perry + 4 snookerzystów z grupy 5

Grupa 7 (19-20.03.2012): Ding Junhui, Marco Fu, Ryan Day + 4 snookerzystów z grupy 6
Grupa zwycięzców (21-22.03.2012): 7 zwycięzców poszczególnych grup

## Nagrody

### Grupy 1-7
- Zwycięzca – 3,000£
- Finalista – 2,000£
- Półfinaliści – 1,000£
- Wygrany frejm – 100£
- Najwyższy break – 500£

### Grupa Zwycięzców
- Zwycięzca – 10,000£
- Finalista – 5,000£
- Półfinaliści – 3,000£
- Wygrany frejm – 300£
- Najwyższy break – 1,000£

Łączna pula nagród – 200,500£

## Grupa 1
| Miejsce |                  | SEL | DAV | MUR | TRU | STE | HIG | CAR | Frejmy W–L | Mecze W–L | Punkty |
| ------- | ---------------- | --- | --- | --- | --- | --- | --- | --- | ---------- | --------- | ------ |
| 1       | Mark Selby       |     | 3   | 3   | 3   | 3   | 1   | 3   | 16–11      | 5–1       | 5      |
| 2       | Mark Davis       | 2   |     | 0   | 3   | 3   | 3   | 3   | 14–11      | 4–2       | 4      |
| 3       | Shaun Murphy     | 2   | 3   |     | 2   | 3   | 3   | 2   | 15–12      | 3–3       | 3      |
| 4       | Judd Trump       | 1   | 2   | 3   |     | 0   | 3   | 3   | 12–13      | 3–3       | 3      |
| 5       | Matthew Stevens  | 1   | 1   | 2   | 3   |     | 1   | 3   | 11–12      | 2–4       | 2      |
| 6       | Andrew Higginson | 3   | 1   | 1   | 2   | 3   |     | 0   | 10–14      | 2–4       | 2      |
| 7       | Ali Carter       | 2   | 1   | 3   | 0   | 0   | 3   |     | 9–14       | 2–4       | 2      |

- Matthew Stevens 1–3 Mark Selby
- Shaun Murphy 2–3 Judd Trump
- Ali Carter 1–3 Mark Davis
- Andrew Higginson 3–1 Matthew Stevens
- Mark Selby  3–2 Shaun Murphy
- Judd Trump 3–0 Ali Carter
- Mark Davis 3–1 Andrew Higginson
- Matthew Stevens 2–3 Shaun Murphy
- Mark Selby 3–1 Judd Trump
- Ali Carter 3–0 Andrew Higginson
- Shaun Murphy 3–1 Andrew Higginson
- Mark Davis 3–2 Judd Trump
- Matthew Stevens 1–3 Mark Davis
- Mark Selby 3–2 Ali Carter
- Judd Trump 3–2 Andrew Higginson
- Shaun Murphy 3–0 Mark Davis
- Mark Selby 1–3 Andrew Higginson
- Matthew Stevens 3–0 Ali Carter
- Shaun Murphy 2–3 Ali Carter
- Mark Selby 3–2 Mark Davis
- Judd Trump 0–3 Matthew Stevens

|  |                          |                          |                          |              |   |                      |                      |                      |
|  | Półfinały Do 3 wygranych | Półfinały Do 3 wygranych | Półfinały Do 3 wygranych |              |   | Finał Do 3 wygranych | Finał Do 3 wygranych | Finał Do 3 wygranych |
|  | Półfinały Do 3 wygranych | Półfinały Do 3 wygranych | Półfinały Do 3 wygranych |              |   | Finał Do 3 wygranych | Finał Do 3 wygranych | Finał Do 3 wygranych |
|  |                          |                          |                          |              |   |                      |                      |                      |
|  |                          |                          |                          |              |   |                      |                      |                      |
|  | Anglia                   | Mark Selby               | 1                        |              |   |                      |                      |                      |
|  | Anglia                   | Mark Selby               | 1                        |              |   |                      |                      |                      |
|  | Anglia                   | Judd Trump               | 3                        |              |   |                      |                      |                      |
|  | Anglia                   | Judd Trump               | 3                        |              |   | Anglia               | Judd Trump           | 3                    |
|  |                          |                          |                          |              |   | Anglia               | Judd Trump           | 3                    |
|  |                          |                          | Anglia                   | Shaun Murphy | 2 |                      |                      |                      |
|  | Anglia                   | Mark Davis               | Anglia                   | Shaun Murphy | 2 | 1                    |                      |                      |
|  | Anglia                   | Mark Davis               |                          |              |   |                      |                      |                      |
|  | Anglia                   | Shaun Murphy             | 3                        |              |   |                      |                      |                      |
|  | Anglia                   | Shaun Murphy             | 3                        |              |   |                      |                      |                      |
|  |                          |                          |                          |              |   |                      |                      |                      |

## Grupa 2
| Miejsce |                 | SEL | MUR | DAV | ROB | STE | BIN | WIL | Frejmy W–L | Mecze W–L | Punkty |
| ------- | --------------- | --- | --- | --- | --- | --- | --- | --- | ---------- | --------- | ------ |
| 1       | Mark Selby      |     | 3   | 3   | 3   | 3   | 3   | 3   | 18–9       | 6–0       | 6      |
| 2       | Shaun Murphy    | 1   |     | 3   | 2   | 1   | 3   | 3   | 13–10      | 3–3       | 3      |
| 3       | Mark Davis      | 1   | 0   |     | 2   | 3   | 3   | 3   | 12–10      | 3–3       | 3      |
| 4       | Neil Robertson  | 1   | 3   | 3   |     | 3   | 0   | 2   | 12–15      | 3–3       | 3      |
| 5       | Matthew Stevens | 2   | 3   | 1   | 2   |     | 3   | 2   | 13–14      | 2–4       | 2      |
| 6       | Stuart Bingham  | 2   | 1   | 0   | 3   | 1   |     | 3   | 10–12      | 2–4       | 2      |
| 7       | Mark Williams   | 2   | 0   | 0   | 3   | 3   | 0   |     | 8–16       | 2–4       | 2      |

- Shaun Murphy 1–3 Mark Selby
- Mark Davis 3–1 Matthew Stevens
- Mark Williams 3–2 Neil Robertson
- Stuart Bingham 1–3 Shaun Murphy
- Mark Selby 3–1 Mark Davis
- Matthew Stevens 2–3 Mark Williams
- Neil Robertson 0–3 Stuart Bingham
- Shaun Murphy 3–0 Mark Davis
- Mark Selby 3–2 Matthew Stevens
- Mark Williams 0–3 Stuart Bingham
- Mark Davis 3–0 Stuart Bingham
- Neil Robertson 3–2 Matthew Stevens
- Shaun Murphy 2–3 Neil Robertson
- Mark Selby 3–2 Mark Williams
- Matthew Stevens 3–1 Stuart Bingham
- Mark Davis 2–3 Neil Robertson
- Mark Selby 3–2 Stuart Bingham
- Shaun Murphy 3–0 Mark Williams
- Mark Davis 3–0 Mark Williams
- Mark Selby 3–1 Neil Robertson
- Shaun Murphy 1–3 Matthew Stevens

|  |                          |                          |                          |              |   |                      |                      |                      |
|  | Półfinały Do 3 wygranych | Półfinały Do 3 wygranych | Półfinały Do 3 wygranych |              |   | Finał Do 3 wygranych | Finał Do 3 wygranych | Finał Do 3 wygranych |
|  | Półfinały Do 3 wygranych | Półfinały Do 3 wygranych | Półfinały Do 3 wygranych |              |   | Finał Do 3 wygranych | Finał Do 3 wygranych | Finał Do 3 wygranych |
|  |                          |                          |                          |              |   |                      |                      |                      |
|  |                          |                          |                          |              |   |                      |                      |                      |
|  | Anglia                   | Mark Selby               | 3                        |              |   |                      |                      |                      |
|  | Anglia                   | Mark Selby               | 3                        |              |   |                      |                      |                      |
|  | Australia                | Neil Robertson           | 1                        |              |   |                      |                      |                      |
|  | Australia                | Neil Robertson           | 1                        |              |   | Anglia               | Mark Selby           | 0                    |
|  |                          |                          |                          |              |   | Anglia               | Mark Selby           | 0                    |
|  |                          |                          | Anglia                   | Shaun Murphy | 3 |                      |                      |                      |
|  | Anglia                   | Shaun Murphy             | Anglia                   | Shaun Murphy | 3 | 3                    |                      |                      |
|  | Anglia                   | Shaun Murphy             |                          |              |   |                      |                      |                      |
|  | Anglia                   | Mark Davis               | 0                        |              |   |                      |                      |                      |
|  | Anglia                   | Mark Davis               | 0                        |              |   |                      |                      |                      |
|  |                          |                          |                          |              |   |                      |                      |                      |

## Grupa 3
| Ranking |                 | SEL | STE | ROB | DAV | COP | GOU | HEN | Frejmy W–L | Mecze W–L | Punkty |
| ------- | --------------- | --- | --- | --- | --- | --- | --- | --- | ---------- | --------- | ------ |
| 1       | Mark Selby      |     | 1   | 3   | 3   | 3   | 2   | 3   | 15–10      | 4–2       | 4      |
| 2       | Matthew Stevens | 3   |     | 2   | 3   | 3   | 1   | 3   | 15–11      | 4–2       | 4      |
| 3       | Neil Robertson  | 0   | 3   |     | 2   | 3   | 3   | 3   | 14–11      | 4–2       | 4      |
| 4       | Mark Davis      | 0   | 2   | 3   |     | 1   | 3   | 3   | 12–12      | 3–3       | 3      |
| 5       | Jamie Cope      | 2   | 0   | 1   | 3   |     | 3   | 3   | 12–13      | 3–3       | 3      |
| 6       | Martin Gould    | 3   | 3   | 1   | 0   | 1   |     | 3   | 11–14      | 3–3       | 3      |
| 7       | Stephen Hendry  | 2   | 2   | 1   | 1   | 2   | 2   |     | 10–18      | 0–6       | 0      |

- Mark Selby 3–0 Mark Davis
- Neil Robertson 3–2 Matthew Stevens
- Martin Gould 1–3 Jamie Cope
- Stephen Hendry 2–3 Mark Selby
- Mark Davis 3–2 Neil Robertson
- Matthew Stevens 1–3 Martin Gould
- Jamie Cope 3–2 Stephen Hendry
- Mark Selby 3–0 Neil Robertson
- Mark Davis 2–3 Matthew Stevens
- Martin Gould 3–2 Stephen Hendry
- Neil Robertson 3–1 Stephen Hendry
- Jamie Cope 0–3 Matthew Stevens
- Mark Selby 3–2 Jamie Cope
- Mark Davis 3–0 Martin Gould
- Matthew Stevens 3–2 Stephen Hendry
- Neil Robertson 3–1 Jamie Cope
- Mark Davis 3–1 Stephen Hendry
- Mark Selby 2–3 Martin Gould
- Neil Robertson 3–1 Martin Gould
- Mark Davis 1–3 Jamie Cope
- Mark Selby 1–3 Matthew Stevens

|  |                          |                          |                          |                |   |                      |                      |                      |
|  | Półfinały Do 3 wygranych | Półfinały Do 3 wygranych | Półfinały Do 3 wygranych |                |   | Finał Do 3 wygranych | Finał Do 3 wygranych | Finał Do 3 wygranych |
|  | Półfinały Do 3 wygranych | Półfinały Do 3 wygranych | Półfinały Do 3 wygranych |                |   | Finał Do 3 wygranych | Finał Do 3 wygranych | Finał Do 3 wygranych |
|  |                          |                          |                          |                |   |                      |                      |                      |
|  |                          |                          |                          |                |   |                      |                      |                      |
|  | Anglia                   | Mark Selby               | 3                        |                |   |                      |                      |                      |
|  | Anglia                   | Mark Selby               | 3                        |                |   |                      |                      |                      |
|  | Anglia                   | Mark Davis               | 2                        |                |   |                      |                      |                      |
|  | Anglia                   | Mark Davis               | 2                        |                |   | Anglia               | Mark Selby           | 2                    |
|  |                          |                          |                          |                |   | Anglia               | Mark Selby           | 2                    |
|  |                          |                          | Australia                | Neil Robertson | 3 |                      |                      |                      |
|  | Walia                    | Matthew Stevens          | Australia                | Neil Robertson | 3 | 2                    |                      |                      |
|  | Walia                    | Matthew Stevens          |                          |                |   |                      |                      |                      |
|  | Australia                | Neil Robertson           | 3                        |                |   |                      |                      |                      |
|  | Australia                | Neil Robertson           | 3                        |                |   |                      |                      |                      |
|  |                          |                          |                          |                |   |                      |                      |                      |

## Grupa 4
| Ranking |                 | SEL | EBD | DAV | ALL | COP | STE | LEE | Frejmy W–L | Mecze W–L | Punkty |
| ------- | --------------- | --- | --- | --- | --- | --- | --- | --- | ---------- | --------- | ------ |
| 1       | Mark Selby      |     | 3   | 3   | 3   | 3   | 3   | 3   | 18–5       | 6–0       | 6      |
| 2       | Peter Ebdon     | 0   |     | 1   | 3   | 3   | 3   | 3   | 13–9       | 4–2       | 4      |
| 3       | Mark Davis      | 0   | 3   |     | 0   | 3   | 3   | 3   | 12–10      | 4–2       | 4      |
| 4       | Mark Allen      | 2   | 0   | 3   |     | 2   | 3   | 3   | 13–11      | 3–3       | 3      |
| 5       | Jamie Cope      | 0   | 1   | 1   | 3   |     | 3   | 2   | 10–16      | 2–4       | 2      |
| 6       | Matthew Stevens | 2   | 0   | 2   | 1   | 2   |     | 3   | 10–17      | 1–5       | 1      |
| 7       | Stephen Lee     | 1   | 2   | 0   | 1   | 3   | 2   |     | 9–17       | 1–5       | 1      |

- Mark Selby 3–2 Matthew Stevens
- Mark Davis 3–1 Jamie Cope
- Mark Allen 3–1 Stephen Lee
- Peter Ebdon 0–3 Mark Selby
- Matthew Stevens 2–3 Mark Davis
- Jamie Cope 3–2 Mark Allen
- Stephen Lee 2–3 Peter Ebdon
- Mark Selby 3–0 Mark Davis
- Matthew Stevens 2–3 Jamie Cope
- Mark Allen 0–3 Peter Ebdon
- Mark Davis 3–1 Peter Ebdon
- Stephen Lee 3–2 Jamie Cope
- Mark Selby 3–1 Stephen Lee
- Matthew Stevens 1–3 Mark Allen
- Jamie Cope 1–3 Peter Ebdon
- Mark Davis 3–0 Stephen Lee
- Matthew Stevens 0–3 Peter Ebdon
- Mark Selby 3–2 Mark Allen
- Matthew Stevens 3–2 Stephen Lee
- Mark Davis 0–3 Mark Allen
- Mark Selby 3–0 Jamie Cope

|  |                          |                          |                          |            |   |                      |                      |                      |
|  | Półfinały Do 3 wygranych | Półfinały Do 3 wygranych | Półfinały Do 3 wygranych |            |   | Finał Do 3 wygranych | Finał Do 3 wygranych | Finał Do 3 wygranych |
|  | Półfinały Do 3 wygranych | Półfinały Do 3 wygranych | Półfinały Do 3 wygranych |            |   | Finał Do 3 wygranych | Finał Do 3 wygranych | Finał Do 3 wygranych |
|  |                          |                          |                          |            |   |                      |                      |                      |
|  |                          |                          |                          |            |   |                      |                      |                      |
|  | Anglia                   | Mark Selby               | 3                        |            |   |                      |                      |                      |
|  | Anglia                   | Mark Selby               | 3                        |            |   |                      |                      |                      |
|  | Irlandia Północna        | Mark Allen               | 2                        |            |   |                      |                      |                      |
|  | Irlandia Północna        | Mark Allen               | 2                        |            |   | Anglia               | Mark Selby           | 1                    |
|  |                          |                          |                          |            |   | Anglia               | Mark Selby           | 1                    |
|  |                          |                          | Anglia                   | Mark Davis | 3 |                      |                      |                      |
|  | Anglia                   | Peter Ebdon              | Anglia                   | Mark Davis | 3 | 0                    |                      |                      |
|  | Anglia                   | Peter Ebdon              |                          |            |   |                      |                      |                      |
|  | Anglia                   | Mark Davis               | 3                        |            |   |                      |                      |                      |
|  | Anglia                   | Mark Davis               | 3                        |            |   |                      |                      |                      |
|  |                          |                          |                          |            |   |                      |                      |                      |

## Grupa 5
| Miejsce |               | ALL | HAW | EBD | KIN | COP | SEL | WAL | Frejmy W–L | Mecze W–L | Punkty |
| ------- | ------------- | --- | --- | --- | --- | --- | --- | --- | ---------- | --------- | ------ |
| 1       | Mark Allen    |     | 3   | 3   | 2   | 3   | 3   | 3   | 17–10      | 5–1       | 5      |
| 2       | Barry Hawkins | 0   |     | 3   | 3   | 3   | 3   | 0   | 12–11      | 4–2       | 4      |
| 3       | Peter Ebdon   | 1   | 2   |     | 3   | 2   | 3   | 3   | 14–12      | 3–3       | 3      |
| 4       | Mark King     | 3   | 1   | 2   |     | 3   | 1   | 3   | 13–13      | 3–3       | 3      |
| 5       | Jamie Cope    | 2   | 0   | 3   | 1   |     | 3   | 3   | 12–13      | 3–3       | 3      |
| 6       | Mark Selby    | 2   | 2   | 1   | 3   | 2   |     | 3   | 13–13      | 2–4       | 2      |
| 7       | Ricky Walden  | 2   | 3   | 0   | 1   | 0   | 0   |     | 6–15       | 1–5       | 1      |

- Peter Ebdon 1–3 Mark Allen
- Jamie Cope 0–3 Barry Hawkins
- Ricky Walden 1–3 Mark King
- Mark Selby 2–3 Mark Allen
- Mark Selby 1–3 Peter Ebdon
- Mark Allen 3–2 Jamie Cope
- Barry Hawkins 0–3 Ricky Walden
- Mark King 1–3 Mark Selby
- Peter Ebdon 2–3 Jamie Cope
- Barry Hawkins 3–1 Mark King
- Mark Allen 2–3 Mark King
- Ricky Walden 0–3 Jamie Cope
- Mark Selby 3–0 Ricky Walden
- Peter Ebdon 2–3 Barry Hawkins
- Jamie Cope 1–3 Mark King
- Mark Allen 3–2 Ricky Walden
- Peter Ebdon 3–2 Mark King
- Mark Selby 2–3 Barry Hawkins
- Peter Ebdon 3–0 Ricky Walden
- Mark Allen 3–0 Barry Hawkins
- Mark Selby  2–3 Jamie Cope

|  |                          |                          |                          |               |   |                      |                      |                      |
|  | Półfinały Do 3 wygranych | Półfinały Do 3 wygranych | Półfinały Do 3 wygranych |               |   | Finał Do 3 wygranych | Finał Do 3 wygranych | Finał Do 3 wygranych |
|  | Półfinały Do 3 wygranych | Półfinały Do 3 wygranych | Półfinały Do 3 wygranych |               |   | Finał Do 3 wygranych | Finał Do 3 wygranych | Finał Do 3 wygranych |
|  |                          |                          |                          |               |   |                      |                      |                      |
|  |                          |                          |                          |               |   |                      |                      |                      |
|  | Irlandia Północna        | Mark Allen               | 2                        |               |   |                      |                      |                      |
|  | Irlandia Północna        | Mark Allen               | 2                        |               |   |                      |                      |                      |
|  | Anglia                   | Mark King                | 3                        |               |   |                      |                      |                      |
|  | Anglia                   | Mark King                | 3                        |               |   | Anglia               | Mark King            | 2                    |
|  |                          |                          |                          |               |   | Anglia               | Mark King            | 2                    |
|  |                          |                          | Anglia                   | Barry Hawkins | 3 |                      |                      |                      |
|  | Anglia                   | Barry Hawkins            | Anglia                   | Barry Hawkins | 3 | 3                    |                      |                      |
|  | Anglia                   | Barry Hawkins            |                          |               |   |                      |                      |                      |
|  | Anglia                   | Peter Ebdon              | 2                        |               |   |                      |                      |                      |
|  | Anglia                   | Peter Ebdon              | 2                        |               |   |                      |                      |                      |
|  |                          |                          |                          |               |   |                      |                      |                      |

## Grupa 6
| Miejsce |                 | ALL | EBD | DAL | CAM | PER | KIN | COP | Frejmy W–L | Mecze W–L | Punkty |
| ------- | --------------- | --- | --- | --- | --- | --- | --- | --- | ---------- | --------- | ------ |
| 1       | Mark Allen      |     | 3   | 3   | 3   | 2   | 3   | 3   | 17–8       | 5–1       | 5      |
| 2       | Peter Ebdon     | 0   |     | 3   | 3   | 3   | 3   | 3   | 15–10      | 5–1       | 5      |
| 3       | Dominic Dale    | 2   | 2   |     | 2   | 3   | 3   | 3   | 15–13      | 3–3       | 3      |
| 4       | Marcus Campbell | 2   | 1   | 3   |     | 3   | 3   | 1   | 13–13      | 3–3       | 3      |
| 5       | Joe Perry       | 3   | 1   | 1   | 0   |     | 3   | 3   | 11–14      | 3–3       | 3      |
| 6       | Mark King       | 1   | 1   | 1   | 2   | 2   |     | 3   | 10–16      | 1–5       | 1      |
| 7       | Jamie Cope      | 0   | 2   | 2   | 3   | 1   | 1   |     | 9–16       | 1–5       | 1      |

- Mark King 1–3 Mark Allen
- Peter Ebdon 3–2 Jamie Cope
- Marcus Campbell 3–1 Joe Perry
- Dominic Dale 3–2 Mark King
- Mark Allen 3–0 Peter Ebdon
- Jamie Cope 3–1 Marcus Campbell
- Joe Perry 1–3 Dominic Dale
- Mark King 1–3 Peter Ebdon
- Mark Allen 3–0 Jamie Cope
- Marcus Campbell 3–2 Dominic Dale
- Joe Perry 3–1 Jamie Cope
- Peter Ebdon 3–2 Dominic Dale
- Mark King 2–3 Joe Perry
- Mark Allen 3–2 Marcus Campbell
- Peter Ebdon 3–1 Joe Perry
- Dominic Dale 3–2 Jamie Cope
- Mark Allen 3–2 Dominic Dale
- Mark King 2–3 Marcus Campbell
- Peter Ebdon 3–1 Marcus Campbell
- Mark King 3–1 Jamie Cope
- Mark Allen 2–3 Joe Perry

|  |                          |                          |                          |              |   |                      |                      |                      |
|  | Półfinały Do 3 wygranych | Półfinały Do 3 wygranych | Półfinały Do 3 wygranych |              |   | Finał Do 3 wygranych | Finał Do 3 wygranych | Finał Do 3 wygranych |
|  | Półfinały Do 3 wygranych | Półfinały Do 3 wygranych | Półfinały Do 3 wygranych |              |   | Finał Do 3 wygranych | Finał Do 3 wygranych | Finał Do 3 wygranych |
|  |                          |                          |                          |              |   |                      |                      |                      |
|  |                          |                          |                          |              |   |                      |                      |                      |
|  | Irlandia Północna        | Mark Allen               | 3                        |              |   |                      |                      |                      |
|  | Irlandia Północna        | Mark Allen               | 3                        |              |   |                      |                      |                      |
|  | Szkocja                  | Marcus Campbell          | 1                        |              |   |                      |                      |                      |
|  | Szkocja                  | Marcus Campbell          | 1                        |              |   | Irlandia Północna    | Mark Allen           | 3                    |
|  |                          |                          |                          |              |   | Irlandia Północna    | Mark Allen           | 3                    |
|  |                          |                          | Walia                    | Dominic Dale | 2 |                      |                      |                      |
|  | Anglia                   | Peter Ebdon              | Walia                    | Dominic Dale | 2 | 2                    |                      |                      |
|  | Anglia                   | Peter Ebdon              |                          |              |   |                      |                      |                      |
|  | Walia                    | Dominic Dale             | 3                        |              |   |                      |                      |                      |
|  | Walia                    | Dominic Dale             | 3                        |              |   |                      |                      |                      |
|  |                          |                          |                          |              |   |                      |                      |                      |

## Grupa 7
Mecze grupy 7 zostaną rozegrane w dniach 19-20.03.2012. Wystąpią w niej Ding Junhui, Marco Fu i Ryan Day  oraz 4 zawodników z grupy 6.

## Grupa Zwycięzców
Mecze grupy zwycięzców zostaną rozegrane w dniach 21-22.03.2012. Wystąpią w niej zwycięzcy wszystkich grup.

## Brejki stupunktowe
- 143, 136, 116, 115, 109 Neil Robertson
- 142, 142, 138, 136, 133, 129, 128, 128, 122, 121, 118, 116, 111, 110, 110, 107, 100, 100 Mark Selby
- 142, 136, 111, 101 Peter Ebdon
- 142 Ricky Walden
- 137 Dominic Dale
- 136, 131, 122, 110, 108, 101, 100 Jamie Cope
- 136, 120, 115, 110, 105, 100 Shaun Murphy
- 135 Andrew Higginson
- 134, 130, 128, 125, 116, 115, 103, 100, 100 Mark Allen
- 133, 100 Mark Davis
- 131, 121, 119, 118, 110, 109 Judd Trump
- 130, 110, 108, 101 Martin Gould
- 128, 103 Mark King
- 127, 122, 118, 107, 105, 101 Matthew Stevens
- 125, 112 Stephen Hendry
- 120, 118, 101 Ali Carter
- 107, 100 Barry Hawkins
- 101 Stephen Lee